# 中天 (天文學)
中天是天文學上當行星、恆星或星座等天體，在周日運動的過程中所經過的一個點，在觀察上是該天體正經過當地子午圈的時刻。換言之，是該天體在最高點的位置，也是該天體最接近天頂的時刻。
有時，會使用上中天來描述上述的現象，而下中天則是天體經過子午圈的另一個時間，這時的位置在天球上的最低點。（也就是最接近天底或離天頂最遠的點）。
中天時的高度是在地球上觀測點的緯度加或減該天體與天極的距離，若是110°則應該換成70°，-100°則應換成-80°，依此類推。兩者的地平經度則與方位一樣，但如果我們做方位的變換，則變換前後的數值將相差180°。
對任意一個緯度，會出現三種情況：
- 天體永遠在地平圈上，即使下中天也一樣，這是恆顯圈。當赤緯加上地理緯度的絕對值大於90°的情況下（當赤緯的絕對值大於地理緯度的餘角時）。
- 天體永遠在地平圈下，即使上中天也一樣，這是恆隱圈。當赤緯減去地理緯度的絕對值大於90°的情況下（當天體在另一個半球，且赤緯的絕對值大於地理緯度的餘角時）。
- 上中天在地平圈之上，下中天在地平圈之下，這是另一種情況（當天體赤緯的絕對值小於地理緯度的餘角時）。

第三種情況所對應的天空，完全對應於地理緯度的餘弦值（在赤道，所有的天體都會出沒，因為天體繞著子午圈的南北極轉動。在極點，所有的天體都不會升起或落下，因為天體繞著垂直於極點的軸轉動）；第一種和第二種情況，則在剩餘的天球中各佔一半。
從一次上中天至下一次的時間相距是24小時，當然，從上中天到下中天是12小時。但是，這只是粗略的說法，因為地球在橢圓軌道上運動，而且天體還有自行（如果是行星或月球）。
嚴謹的說，地球運動在這種運動下是一個"太阳日"（也就是太陽連續兩次經過某地相同之中天，即是上至上中天或下至下中天，的時間間隔），會比一個恆星日（任何一顆恆星連續兩次經過某地之上中天的時間間隔）長一點。平均的差異是1/365.24219，因為地球繞太陽公轉一週需要365.24219天。

## 以太陽為例
假設某一天的太陽位於赤緯+20°，那麼在緯度52°N 的觀測者，也就是天極的高度是52°N，我們增加或減去太陽至天極的角度，那是70°(90-20)，結果是122°(52+70)或-18°(52-70)。取122°的補角是上中天的高度角58°(180-122) ，而下中天的高度角是-18°。
對在緯度80°N的觀測者，我們得到上中天是在南方高度角30°(180-(80+70))，而下中天是在北方10°(80-70)，這意味著是极昼。